# Celestica
Celestica Inc. è una società canadese che opera nel settore della produzione di componenti elettrici ed elettronici per i produttori di apparecchiature originali che trovano applicazione nelle telecomunicazioni, nell'aerospaziale, nella difesa, nel campo industriale, nell'energia alternativa e nel sistema sanitario.
Inoltre fornisce anche servizi di design e ingegneria, assemblaggio di sistemi, distribuzione dei prodotti e di gestione dei processi post-vendita.
È quotata al NYSE: CLS ed al TSX: CLS Archiviato il 25 luglio 2011 in Internet Archive..

## Storia
Celestica nasce originariamente negli anni sessanta, come Ufficio Vendita e Assistenza di IBM a Toronto. Ricadeva sotto la sua competenza anche una piccola fabbrica di scatole metalliche per i mainframe IBM e i relativi sistemi di supporto. Dal 1988 la produzione viene diversificata, aprendo linee di circuiti stampati, schede di memoria e alimentatori, tutti destinati alle apparecchiature IBM.
Nel gennaio 1994, a seguito della notevole espansione delle attività dello stabilimento di Toronto, viene deciso lo spin off della Divisione che viene elevata al rango di sussidiaria di IBM Canada. Nel primo anno di attività acquisisce 40 nuovi clienti con il 30% della produzione destinato a soggetti non-IBM.
Nell'ottobre 1996 il 69% della società viene venduta per 750 milioni di dollari a Onex Corporation.
Nel 2001 la società si trova ad affrontare un forte periodo di crisi che comporta il licenziamento di 3000 persone. Dal 2005 al 2008 Celestica ha intrapreso una forte attività di ristrutturazione aziendale e di riorganizzazione societaria attraverso la vendita di diverse divisioni operative.

## Clienti
Tra i clienti Celestica vi sono RIM, Palm (riparazione prodotti e relativa consegna ai clienti), Motorola, Nokia, IBM, NEC, Cisco Systems, Sun Microsystems, Dell.
Insieme ad altre aziende, è stata scelta da Enel per la realizzazione dei nuovi contatori elettrici.
Inoltre è stata una delle società produttrici della Xbox 360.

## Italia
La multinazionale canadese è stata attiva in Italia attraverso Celestica Italia S.r.l. con siti a Vimercate e Santa Palomba, rilevati da IBM nel 2000 e ceduti rispettivamente nel 2004 e nel 2006, in seguito alla scelta di delocalizzare la produzione in Repubblica Ceca.